# Улица любви и надежды
«Улица любви и надежды» (яп. 愛と希望の街: ай то кибо-но мати) — дебютный кинофильм режиссёра Нагисы Осимы, вышедший на экраны в 1959 году.

## Сюжет
Мальчик Масао живёт вместе со своей часто болеющей матерью и маленькой сестрой. Семья еле сводит концы с концами, поэтому Масао хочет найти себе работу, однако его мать настаивает на том, чтобы он продолжил своё образование. А пока они вынуждены добывать пропитание не вполне честным путём: Масао неоднократно продает своих голубей, которые несколько дней спустя покидают новых хозяев и возвращаются домой. Однажды он продал птиц девушке Кёко из богатой семьи, которая близко к сердцу приняла беды мальчика и решила помочь ему устроиться в жизни…

## В ролях
- Хироси Фудзикава — Масао
- Юки Томинага — Кёко
- Юко Мотидзуки — Кунико, мать Масао
- Митио Ито — Ясуэ, сестра Масао
- Фумио Ватанабэ[англ.] — Юдзи, брат Кёко
- Какуко Тино — Акияма, учительница
- Фудзио Суга — Кухара, отец Кёко